# 无疣同蒴藓
无疣同蒴藓（学名：Homalothecium laevisetum）为青藓科同蒴藓属下的一个种。